# エムアールテクノサービス

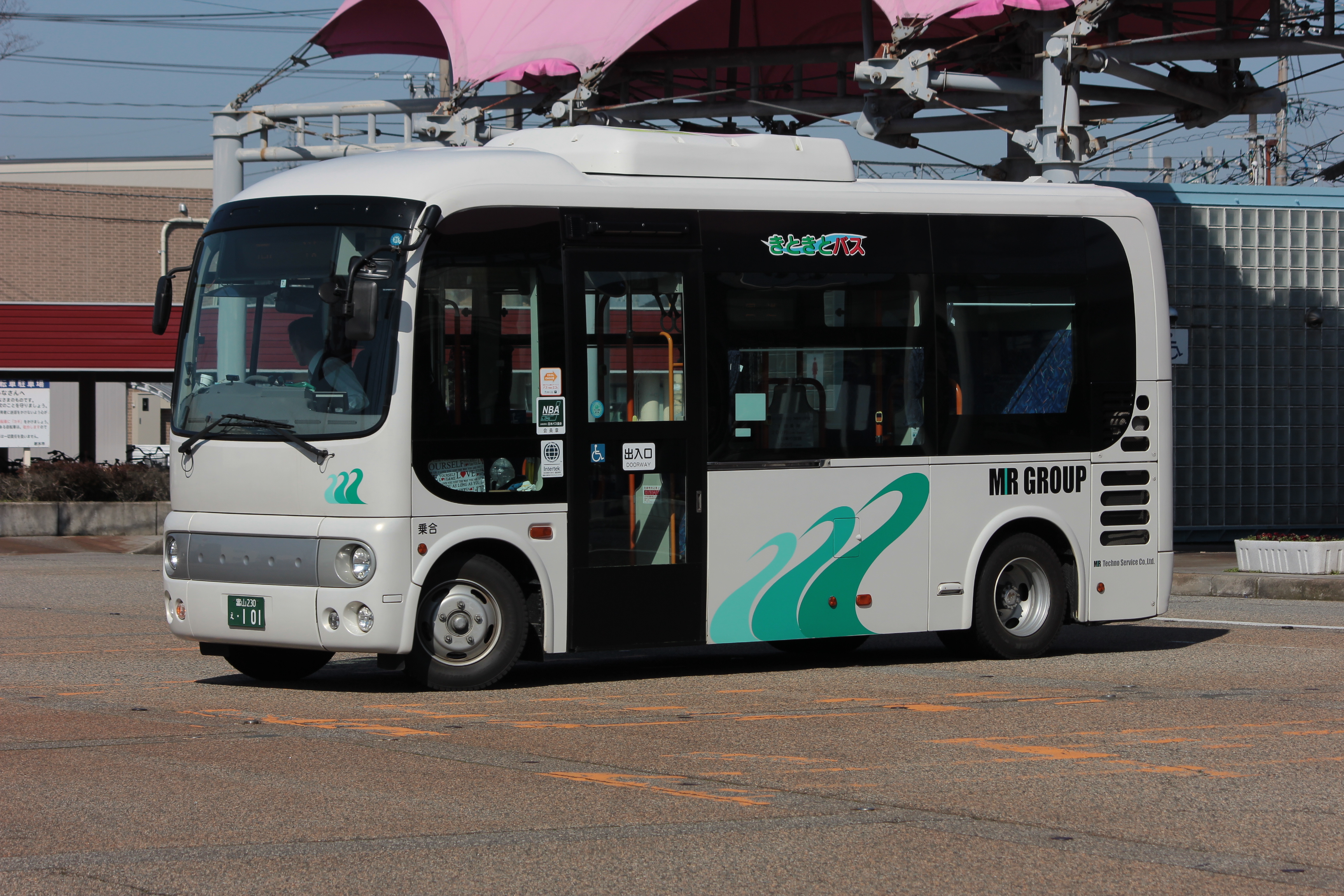
射水市コミュニティバスで使用されるエムアールテクノサービスの日野・ポンチョ

エムアールテクノサービス株式会社は、富山県高岡市に本社を置くバス事業者である。

## 沿革
- 2005年（平成17年）7月7日 創業。
- 2008年（平成20年）5月20日 射水市より小杉循環線の運行業務を受託。

## 路線バス
- 射水市コミュニティバス小杉循環線の運行を受託。社団法人日本バス協会の会員にはなっていない。

## 主な営業エリア
- 富山県内